# Mohammad Azam Khan
Mohammad Azam Khan est un prince afghan de la dynastie Barakzai né en 1820 et mort en 1870. Il est brièvement émir d'Afghanistan entre 1867 et 1868.

## Biographie
Mohammad Azam Khan est le cinquième fils de l'émir Dost Mohammad Khan. Il a la même mère que Mohammad Afzal Khan, l'aîné des vingt-sept fils de l'émir. Durant la première guerre anglo-afghane, il accompagne son père en exil à Boukhara en 1839 lorsque les armées britanniques le chassent de Kaboul. Il retourne en Afghanistan l'année suivante pour soulever les tribus de la région de Ghazni contre l'occupation anglaise.
Au terme du conflit, Dost Mohammad est rétabli à la tête du pays. Il nomme ses fils gouverneurs des différentes provinces du pays. Mohammad Azam se voit confier le Logar, au sud de Kaboul, puis les provinces de Kurram et Khost. Il participe à plusieurs expéditions militaires, dont celle que mène son père contre Hérat en 1862-1863.
À la mort de Dost Mohammad, en 1863, son troisième fils Sher Ali Khan lui succède, en accord avec ses dernières volontés. Mohammad Azam ne l'accepte pas, considérant que le trône devrait revenir à son frère aîné Mohammad Afzal. Il mène une armée contre Kaboul l'année suivante, mais il est battu et doit se réfugier à Rawalpindi. Rappelé par son neveu Abdur Rahman Khan, il le rejoint à Balkh et ils profitent de l'absence de Sher Ali pour marcher ensemble sur Kaboul en mai 1866 et introniser Mohammad Afzal émir.
Après un bref règne, Mohammad Afzal meurt en octobre 1867. Mohammad Azam lui succède et se distingue rapidement par la cruauté dont lui et ses fils font preuve. Il accueille à sa cour le penseur Djemâl ad-Dîn al-Afghâni, qui devient l'un de ses conseillers les plus écoutés et lui recommande de se rapprocher de la Russie contre l'Empire britannique. Sentant le vent tourner, Sher Ali, qui résistait à Hérat, repasse à l'offensive. Son fils Mohammad Yakub Khan chasse de Kandahar les fils de Mohammad Azam, tandis qu'une partie de la noblesse de Kaboul conspire contre Mohammad Azam et s'empare de la ville pour le compte de Sher Ali. Mohammad Azam quitte la ville en août 1868 pour se réfugier dans le Sistan. Il décide de se rendre à Téhéran, mais tombe malade en route et meurt à Shahroud en 1870, à l'âge de cinquante ans.
Son fils Mohammad Ishaq Khan devient gouverneur du Turkestan afghan (en) en 1880, sous le règne de son cousin Abdur Rahman. Il le reste jusqu'en 1888, année de sa révolte infructueuse contre l'émir.